# KLAG
KLAG ist eine Radiostation für die Region Alamogordo, New Mexico. Die Station gehört der Educational Media Foundation und sendet ein „Adult Contemporary Christian Music“-Format.
Die Educational Media Foundation betreibt mehrere Sender im Süden der USA mit christlichem Programm.